# Upādāna
Upādāna (Thủ) là một từ trong tiếng Phạn và tiếng Pali với nghĩa "nhiên liệu, nguyên nhân vật chất, chất nền mà nó là nguồn và phương thức của việc giữ cho một quá trình đang hoạt động được tiếp thêm năng lượng". Nó cũng là một khái niệm quan trọng trong Phật giáo chỉ cho "sự quyến luyến, sự bám chặt, sự giữ chặt". Thủ được xem như là kết quả của Ái (taṇhā), và là một phần trong Khổ đế (dukkha) của đạo Phật.

## Ấn độ giáo
Thuật ngữ Upādāna xuất hiện theo nghĩa "nguyên nhân thực chất" trong các văn bản Vệ-đà cổ và Ấn độ giáo trung đại.

## Phật giáo
Upādāna là từ trong tiếng Phạn và tiếng Pali với nghĩa "sự quyến luyến, sự bám chặt, sự giữ chặt", mặc dù theo nghĩa đen thì nó có nghĩa là "nhiên liệu". Thủ và Ái được xem là hai nguyên nhân chính gây ra sự đau khổ. Sự đoạn diệt Thủ sẽ dẫn đến niết bàn.

### Các loại Thủ
Trong Kinh tạng, đức Phật cho rằng có tất cả bốn loại Thủ:
- Dục thủ (kamupadana)
- Kiến thủ (ditthupadana)
- Giới cấm thủ (silabbatupadana)
- Ngã luận thủ (attavadupadana).

Đức Phật một lần đã nói rằng, trong khi các giáo phái khác có thể đưa ra một cách phân tích thích hợp cho ba loại Thủ đầu tiên, ngài một mình đã giải thích rõ ràng và đầy đủ về Thủ của "ngã" và sự đau khổ theo sau của nó.
Thắng pháp và các tiểu luận của nó cung cấp các định nghĩa sau đây cho bốn loại Thủ:
1. dục thủ: sự bám chặt những thứ trên thế giới một cách lặp đi lặp lại
2. kiến thủ: như là quan điểm thường hằng (cụ thể, "Thế giới và ngã là vĩnh cửu") hoặc là quan điểm đoạn diệt.[11]
3. giới cấm thủ: tin vào việc chỉ dựa vào những lễ nghi thì có thể trực tiếp dẫn đến sự giải thoát, điển hình theo kinh điển là các lễ nghi của "thực hành hạnh con bò" hay "thực hành hạnh con chó".[12]
4. ngã luận thủ: sự xác định "ngã" cho những thứ vô ngã (cụ thể, được minh họa trong MN 44,[13] và được thảo luận nhiều hơn trong các bài về uẩn và vô ngã).

Theo ngài Phật Âm, thứ tự sắp xếp ở trên của bốn loại Thủ là theo xu hướng giảm dần về sự thô. Đó là từ cái Thủ dễ thấy (thô) nhất (dục thủ) cho đến cái vi tế (ngã luận thủ) nhất.

### Sự phụ thuộc lẫn nhau giữa các Thủ
Ngài Phật Âm chỉ ra xa hơn nữa rằng bốn loại thủ này đều có liên kết nhân quả với nhau như sau:
1. ngã luận thủ: đầu tiên, một người đó cho rằng họ có một cái "ngã" vĩnh cửu.
2. kiến thủ: khi đó, người đó cho rằng hoặc là được bất tử bằng một cách nào đó, hoặc là bị đoạn diệt sau cuộc sống này.
3. những biểu hiện về hành vi mang tính kết quả:   1. giới cấm thủ: nếu người đó cho rằng họ là bất tử, khi đó họ sẽ bám chặt vào lễ nghi để đạt đến sự thanh lọc bản ngã.
  2. dục thủ: nếu người đó cho rằng họ sẽ hoàn toàn biến mất say khi đời sống này kết thúc, khi đó họ sẽ không quan tâm về thế giới tiếp theo và họ bám chặt vào ái dục.

Thứ tự về các loại Thủ được trình bày theo sơ đồ ở bên phải.
Vậy nên, dựa trên phân tích của ngài Phật Âm, Thủ là một niềm tin cốt lõi sai lầm mang tính cơ bản (ngã luận thủ) hơn là một kinh nghiệm bị ảnh hưởng theo thói quen (dục thủ).

### Những biểu hiện của Thủ
Theo nghĩa những trải nghiệm về tâm trí có thể biết được với ý thức, Thắng pháp xác định dục thủ với tâm sở "tham" (lobha) và ba loại thủ còn lại (ngã luận thủ, kiến thủ, giới cấm thủ) với tâm sở "tà kiến" (ditthi). Vậy nên, Thủ có thể được nhận biết thông qua các định nghĩa 4-nhánh của thắng pháp về những tâm sở như được miêu tả trong bảng sau:
|                  | chân tướng            | phận sự                       | thành tựu        | nhân cần thiết                 |
| ---------------- | --------------------- | ----------------------------- | ---------------- | ------------------------------ |
| tham (lobha)     | nắm bắt đối tượng     | dính, như thịt trên chảo nóng | không từ bỏ      | tận hưởng những điều trói buộc |
| tà kiến (ditthi) | tác ý không khôn khéo | giả định, cứ cho là           | niềm tin sai lầm | không nghe chánh pháp          |

Để phân biệt giữa Ái và Thủ, ngài Phật Âm dùng một ẩn dụ như sau:
"Ái là sự cảm hứng từ một đối tượng mà người đó vẫn chưa thể với tới, giống như một người ăn trộm đang kéo dài tay ra trong bóng tối; Thủ là sự nắm bắt một đối tượng mà người đó đã chạm tới, cũng giống như là người ăn trộm đang nắm chặt món đồ của hắn.... Cả hai đều là gốc rễ của sự đau khổ do sự tìm kiếm và sự canh giữ."
Vậy nên, ví dụ như, khi đức Phật nói về việc "Thủ của các uẩn," ngài đang miêu tả về sự nắm chặt, sự canh giữ các kinh nghiệm có tính vật lý, có tính tinh thần và có tính ý thức mà chúng ta đã tin một cách sai lầm rằng chúng ta là chúng, hay chúng ta sở hữu chúng.

### Như là phần của chuỗi nhân quả trong Khổ đế
Trong Tứ diệu đế, diệu đế đầu tiên xác định rằng sự bám chặt (thủ, theo nghĩa "các thủ uẩn") như là một trong những trải nghiệm cốt lõi về sự khổ. Diệu đế thứ hai xác định Ái (tanha) như là cơ sở cho sự khổ. Theo cách này, một mối liên hệ nhân quả giữa Ái và Thủ được tìm thấy trong hầu hết tư tưởng cơ bản nhất của đức Phật.
Trong chuỗi liên kết 12 nhân duyên của thuyết Duyên khởi (Pratītyasamutpāda), thủ (upādāna) là liên kết nhân quả thứ chín:
- Thủ (Upādāna) phụ thuộc vào Ái (Taṇhā) như là một điều kiện trước khi nói có thể tồn tại.

"Với Ái có mặt, Thủ sinh khởi".
- Thủ (Upādāna) cũng là điều kiện phổ biến cho điều kiện tiếp theo trong chuỗi, Hữu (Bhava).

"Với Thủ có mặt, Hữu sinh khởi."
Theo ngài Phật Âm, dục thủ chính là cái sinh ra từ Ái và là điều kiện cần thiết cho Hữu.

### Thủ như là nhiên liệu
Giáo sư Richard F. Gombrich đã chỉ ra trong một vài ấn bản rằng nghĩa đen của upādāna là "nhiên liệu". Ông dùng cách dịch này để liên kết thuật ngữ mà đức Phật dùng lửa như là một ẩn dụ. Trong bài kinh Bài kinh về lửa (Āditta-pariyāya) (Vin I, 34-5; SN 35.28), đức Phật đã nói với các vị Tì kheo rằng mọi thứ đều đang cháy. Đức Phật nói mọi thứ tức nghĩa là năm giác quan cộng với tâm trí, đối tượng của chúng và các thức hoạt động và các cảm giác mà chúng phát sinh - cụ thể, mọi thứ có nghĩa là toàn bộ mọi thứ của kinh nghiệm/ trải nghiệm. Tất cả những cái này đang bị cháy với ngọn lửa của tham, sân hận và si mê.
Trong chuỗi liên kết 12 nhân duyên, khi đó Ái tạo ra nhiên liệu cho sự cháy được duy trì hoặc là Hữu (bhava). Tâm trí như là ngọn lửa, tìm thêm nhiều nhiên liệu nữa để duy trì nó, trong trường hợp của tâm trí đây là trải nghiệm về giác quan, vậy nên sự nhấn mạnh của đức Phật còn ở chỗ "canh gác các cánh cổng của giác quan". Bằng cách không bị dính líu trong các giác quan (appamāda) chúng ta có thể giải thoát khỏi sự tham lam, sự sân hận hay là sự si mê. Sự giải thoát này cũng được biểu hiện bằng ẩn dụ về lửa khi nó được đặt tên là niết bàn mà nó có nghĩa là "ra khỏi", hoặc theo nghĩa đen là "dập tắt". (Chỉ cho từ Niết bàn (Nirvāṇa), động từ vā là một nội động từ nên không cần tân ngữ).
Có lẽ trước thời gian mà tạng kinh được bắt đầu viết (thế kỉ 1 TCN), và một cách chắc chắn khi ngài Phật Âm đã viết những tiểu luận của ngài ấy (thế kỉ 4 sau công nguyên) thì nghĩa ẩn dụ của nó đã biến mất, và upādāna trở thành đơn giản là Thủ như ở trên. Trước thời gian của Đại thừa, thuật ngữ lửa đã bị đánh mất và tham, sân và si được biết đến như là "tam độc".